# Арпаджик
Арпаджи́к (болг. Арпаджик) — село в Смолянській області Болгарії. Входить до складу общини Мадан.

## Населення
За даними перепису населення 2011 року у селі проживали 26 осіб.
Національний склад населення села:
| Національність   | Кількість осіб | Відсоток |
| ---------------- | -------------- | -------- |
| болгари          | 15             | 57,7%    |
| турки            | 9              | 34,6%    |
| Всього відповіли | 26             |          |

Розподіл населення за віком у 2011 році:
Динаміка населення: